# Bradly Sinden
Bradly John Sinden (Doncaster, 29 de septiembre de 1998) es un deportista británico que compite en taekwondo.
Participó en los Juegos Olímpicos de Tokio 2020, obteniendo una medalla de plata en la categoría de –68 kg. En los Juegos Europeos de Cracovia 2023 consiguió una medalla de plata en la misma categoría.
Ganó cuatro medallas en el Campeonato Mundial de Taekwondo entre los años 2017 y 2023, y cuatro medallas en el Campeonato Europeo de Taekwondo entre los años 2018 y 2024.

## Palmarés internacional
| Juegos Olímpicos   | Juegos Olímpicos         | Juegos Olímpicos  | Juegos Olímpicos |
| Año                | Lugar                    | Medalla           | Categoría        |
| ------------------ | ------------------------ | ----------------- | ---------------- |
| 2020               | Tokio (Japón)            | Medalla de plata  | –68 kg           |
| Campeonato Mundial |                          |                   |                  |
| Año                | Lugar                    | Medalla           | Categoría        |
| 2017               | Muju (Corea del Sur)     | Medalla de bronce | –63 kg           |
| 2019               | Mánchester (Reino Unido) | Medalla de oro    | –68 kg           |
| 2022               | Guadalajara (México)     | Medalla de plata  | –68 kg           |
| 2023               | Bakú (Azerbaiyán)        | Medalla de oro    | –68 kg           |
| Juegos Europeos    |                          |                   |                  |
| Año                | Lugar                    | Medalla           | Categoría        |
| 2023               | Krynica-Zdrój (Polonia)  | Medalla de plata  | –68 kg           |
| Campeonato Europeo |                          |                   |                  |
| Año                | Lugar                    | Medalla           | Categoría        |
| 2018               | Kazán (Rusia)            | Medalla de bronce | –63 kg           |
| 2021               | Sofía (Bulgaria)         | Medalla de plata  | –68 kg           |
| 2022               | Mánchester (Reino Unido) | Medalla de oro    | –68 kg           |
| 2024               | Belgrado (Serbia)        | Medalla de oro    | –68 kg           |